# Nagyiratos község
Nagyiratos község (románul: Comuna Iratoșu) község Arad megyében, Romániában. Központja Nagyiratos, beosztott falvai Kisvarjaspuszta, Nagyvarjas.

## Népessége
A 2011-es népszámlálás adatai alapján a község népessége 2395 fő volt.